# Станіслав Жолкевський (старший)

Герб Любич

Станіслав Жолкевський гербу Любич (1520/1521 — 25 липня 1588) — галицький шляхтич, військовик та урядник Республіки Обох Націй (Речі Посполитої).

## Життєпис
Син белзького воєводи Миколая Жолкевського.
Здобув добру освіту (як і брат Микола — медицький староста). Брав участь у збройних кампаніях, сутичках (зокрема, під Ґданьськом, у Московії; особливо під Соколею, коли, вислані великим гетьманом коронним Миколаєм Мєлєцким, стримували натиск з чисельною перевагою сил московитів до підходу основних загонів коронного війська). Мав посади галицького каштеляна (номінація 17 листопада 1580), белзького та руського воєводи (з 1586 р.). Був послом на сейм у Любліні, підписав унію з ВКЛ 1569 року. Брав участь в генеральному з'їзді під Єнджеювом 1576 р. На Вісьліцькому конгресі сприяв обранню королем Сігізмунда ІІІ Вази, застосовуючи силу. Був власником тоді ще села Бродів, якими дуже опікувався, може, найбільше з власних придбань. Сприяв початку будівництву костелу святого Станіслава тут, також для Бродів у короля Стефана Баторія отримав 22 серпня 1584 р. (Люблін) дозвіл на магдебурзьке право, назвавши місто Любич.
1576 року, після смерти першої дружини Софії, намірився піти в монастир і отримав експектативу (право на посаду) православного владики володимирського і берестейського, за якою мав отримати висвячення і посаду єпископа після смерти чинного єпископа. У той час у Польщі існувала традиція, що на православних єпископів висвячували когось із православної руської шляхти, мотивуючи тим, що низове православне духовенство було неосвіченим. Але Станіслав Жолкевський 1580 року несподівано одружився вдруге з Анною Сокіл, молодшою від нього на 30 років, головній спадкоємниці володінь Андрія Висоцького, і отримав через неї у власність значні землеволодіння. Це спонукало Жолкевського обрати світську кар'єру і 24 квітня 1580 року за немалу відступну плату від Печерського архимандрита Мелетія Хрептовича Жолкевський публічно зрікся на його користь наданого права на посаду православного владики володимирського і берестейського і прийняв католицизм.
Був похований у Львівській католицькій катедрі, йому був встановлений кам'яний надгробок з епітафією. У сучасному храмі є пам'ятна таблиця з епітафією латиною, розташована зліва на початку презбітерію. Переклад тексту епітафії українською:
|  | «Станіслав із Жовкви, руський воєвода, багатьма блискучими заслугами в мир і у війну він показав свою вірність і відданість Речі Посполитій і, багато вистоявши за неї і битв, і поразок, і прославився. Зрештою, досить проживши, на 68-му році життя зупнив свою долю дня 25 липня року Христового 1588-го. Нехай мовиться за нього молитва» |

.

## Сім'я
Був тричі одружений; вперше зі Софією Липською з Горая гербу Корчак, мав 2-х синів:
- Миколай — львівський підкоморій, помер перед або 1603 року,[5]
- Станіслав — польний та великий коронний гетьман, київський воєвода.

З другою дружиною Анною Соколувною та третьою Ельжбєтою дітей не мав, бо одружився з ними після 60 років.

## Світлини

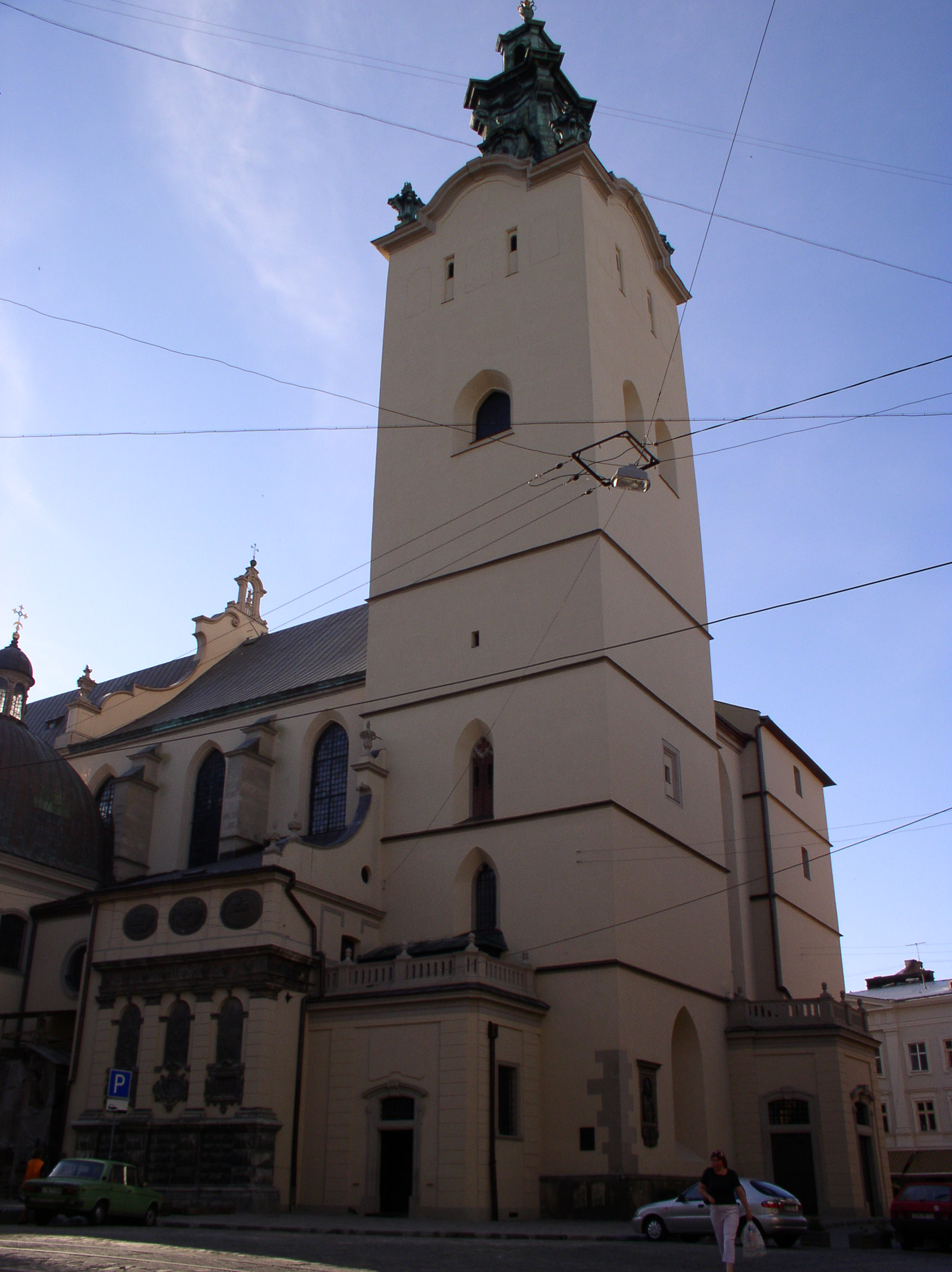
Місце поховання - Латинський катедральний собор у Львові
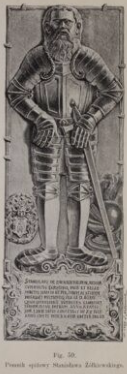
Надгробок Станіслава Жолкевського (Латинська катедра, Львів)
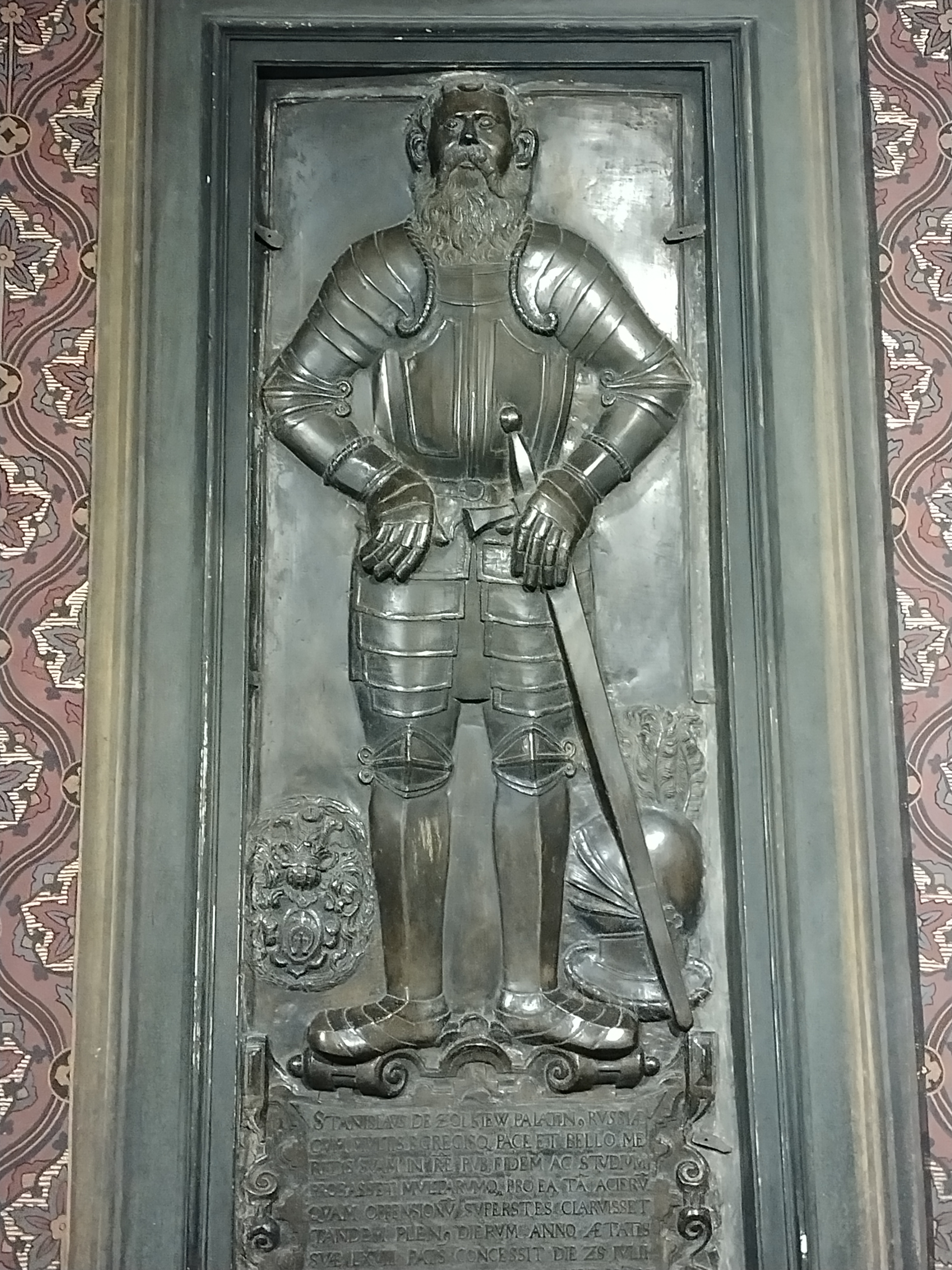
Надгробок Станіслава Жолкевського (2022)